# Protocerberus schminkei
Protocerberus schminkei is een pissebed uit de familie Microcerberidae. De wetenschappelijke naam van de soort is voor het eerst geldig gepubliceerd in 1983 door Johann Wolfgang Wägele.